# Aymeries
Pour les articles homonymes, voir Emery.
Aymeries, également appelée Aymeries-sur-Sambre, parfois orthographié Émery et Aimeries est une ancienne commune française située dans le département du Nord et la région Hauts-de-France.

## Histoire
Le 28 mars 1953, la commune d'Aymeries est rattachée à celle d'Aulnoye qui devient Aulnoye-Aymeries.
En 1643, durant la Guerre franco-espagnole, Émery fut prise, ainsi que Barlemont, par le duc d'Enghien, commandant l'armée française des Pays-Bas.
Avant la Révolution française, Aymeries est le siège d'une seigneurie. Jeanne-Claude de Rocca détient en 1693 la terre d'Aymeries.
Pierre Bady (1647-1715) achète en 1693 la seigneurie d'Aymeries à Jeanne-Claude de Rocca. La famille Bady (« D'azur au lion grimpant d'or, tenant dans ses pattes une clef d'argent ») est originaire de Liège. Pierre Bady est le fils de Bertrand Bady II (1617-1685), seigneur du Pont-de-Loup, époux de Anne-Marie Albert puis de Hyacinthe Dumont, morte le 1er octobre 1695. Pierre Bady nait à Dampreny et y est baptisé le 21 mars 1647. Il est également seigneur de Pont-sur-Sambre, Quartes (sur Pont-sur-Sambre), Hargnies, Sars-lez-Dourlers (Dourlers). Il meurt à Aymeries le 25 novembre 1715, est enterré dans l'église de Quartes près de Maubeuge (à Pont-sur-Sambre). Il est grand bailli d'Avesnes et anobli par l'acquisition d'une charge de conseiller secrétaire du roi qui lui est concédée par lettres patentes du 3 mai 1693. Pour services rendus à l'église catholique, il est fait chevalier aux éperons dorés (Ordre de l'Éperon d'or) et comte du Palais du Latran par lettres du nonce apostolique en France du 20 mars 1694. Il fait fortune en dirigeant les travaux de fortification de Maubeuge de 1679 à 1689 en tant qu'architecte des bâtiments du roi. Il commence en 1713 la construction du nouveau château d'Aymeries, à côté des vestiges de l'ancienne forteresse féodale. Il épouse à Namur, par contrat du 8 août 1671, Anne-Charlotte Bodart, fille de Lambert, née à Namur. Ils ont quatre enfants.
Charles-Joseph Bady (1680-1730), fils de Pierre Bady, écuyer, seigneur d'Aymeries, Pont, Quartes, Hargnies, nait à Maubeuge en 1680. Il s'installe et fait carrière à Lille. Il est grand bailli des États de la châtellenie de Lille. Par achat du 2 décembre 1701, il devient bourgeois de Lille. Conseiller secrétaire du roi par provision du 9 mai 1716, il meurt à Lille paroisse Saint-Maurice le 5 avril 1730, est enterré derrière le chœur de l'église Saint Maurice de Lille. Il épouse à Lille Saint-Maurice le 6 juin 1701 Marie-Claire Locart (1680-1761), fille de Théodore et de Marie-Marguerite Lagache. Née en 1680, elle meurt le 17 janvier 1761. Ils ont eu sept enfants.
Pierre-Joseph Bady (1702-1761) , fils de Charles-Joseph, écuyer, seigneur d'Aymeries, de Pont, Hargnies, nait à Lille. Il est baptisé dans l'église Saint-Étienne de Lille le 19 mars 1702. Bourgeois de Lille par relief le 12 décembre 1731, grand bailli de la ville de Lille, il meurt le 30 octobre 1761. Il poursuit la construction du nouveau château d'Aymeries. La construction, décorée au goût du temps, assez petite, sert en 1753 et 1755 de quartier général aux seigneurs de la cour de Louis XV. Le château sera détruit par les révolutionnaires en 1793. Pierre-Joseph Bady épouse à Dourlers, le 19 décembre 1730, sa cousine Catherine-Françoise Bady (1710-1734), fille d'Antoine-François, écuyer, seigneur de Dourlers et de Marguerite de Rouillon de Castagne. Née le 22 octobre 1710, elle décède paroisse Saint-Maurice de Lille le 4 avril 1734. Il se remarie à Saint-Maurice le 18 mai 1738 avec Marie-Albertine-Amélie Jacops (1699-1785), dame d'Ascq, fille de Martin, écuyer, seigneur d'Ascq, Rocues, Tereumbecque, bourgeois de Lille, et de Marie-Albertine Dideman, baptisée à Saint-Maurice le 14 août 1699 et morte le 13 juin 1785, à 85 ans. Elle a été enterrée dans le chœur de l'église d'Ascq. Pierre-Joseph a eu trois enfants dont du second lit : Marie-Albertine-Amélie Bady (1739-1826), baptisée à Lille Saint-Maurice le 1er août 1839, morte à Tournai le 9 mars 1826, enterrée à Ascq. Elle épouse à Lille Saint-Maurice le 6 mars 1758 François-Balthazar-Ignace-Ghislain (1734-1808), comte de Sainte Aldegonde de Noircames, seigneur de Genech, baron de Rosimbos (sur Fournes-en-Weppes), fils de Balthazar-Alexandre et de Marie-Jacqueline-Alexandrine d'Ennetières. Né en 1734, il est mestre de camp d'un régiment de cavalerie portant son nom (Régiment de Sainte-Aldegonde cavalerie), incorporé dans celui de la reine (Régiment de La Reine cavalerie) en 1762, maréchal de camp par brevet du 1er mars 1780 et meurt à Tournai le 21 mai 1808, est enterré à Ascq. Le couple est resté sans postérité.

## Liste des maires
Maire en 1802-1803 : Pierre Jos. Grard.
Maire en 1807 : Michel.
Maire en 1808 : Bertrand.
Maire en 1881 : Adrien Mary.
Maire en 1939 : Socquet.

## Démographie
| 1793 | 1800 | 1806 | 1821 | 1831 | 1836 | 1841 | 1846 | 1851 |
| ---- | ---- | ---- | ---- | ---- | ---- | ---- | ---- | ---- |
| 171  | 129  | 174  | 189  | 202  | 219  | 228  | 238  | 245  |

| 1856 | 1861 | 1866 | 1872 | 1876 | 1881 | 1886 | 1891 | 1896 |
| ---- | ---- | ---- | ---- | ---- | ---- | ---- | ---- | ---- |
| 248  | 262  | 269  | 233  | 245  | 242  | 243  | 247  | 260  |

| 1901 | 1906 | 1911 | 1921 | 1926 | 1931 | 1936 | 1946 | - |
| ---- | ---- | ---- | ---- | ---- | ---- | ---- | ---- | - |
| 246  | 283  | 330  | 384  | 447  | 540  | 659  | 620  | - |

## Lieux et monuments

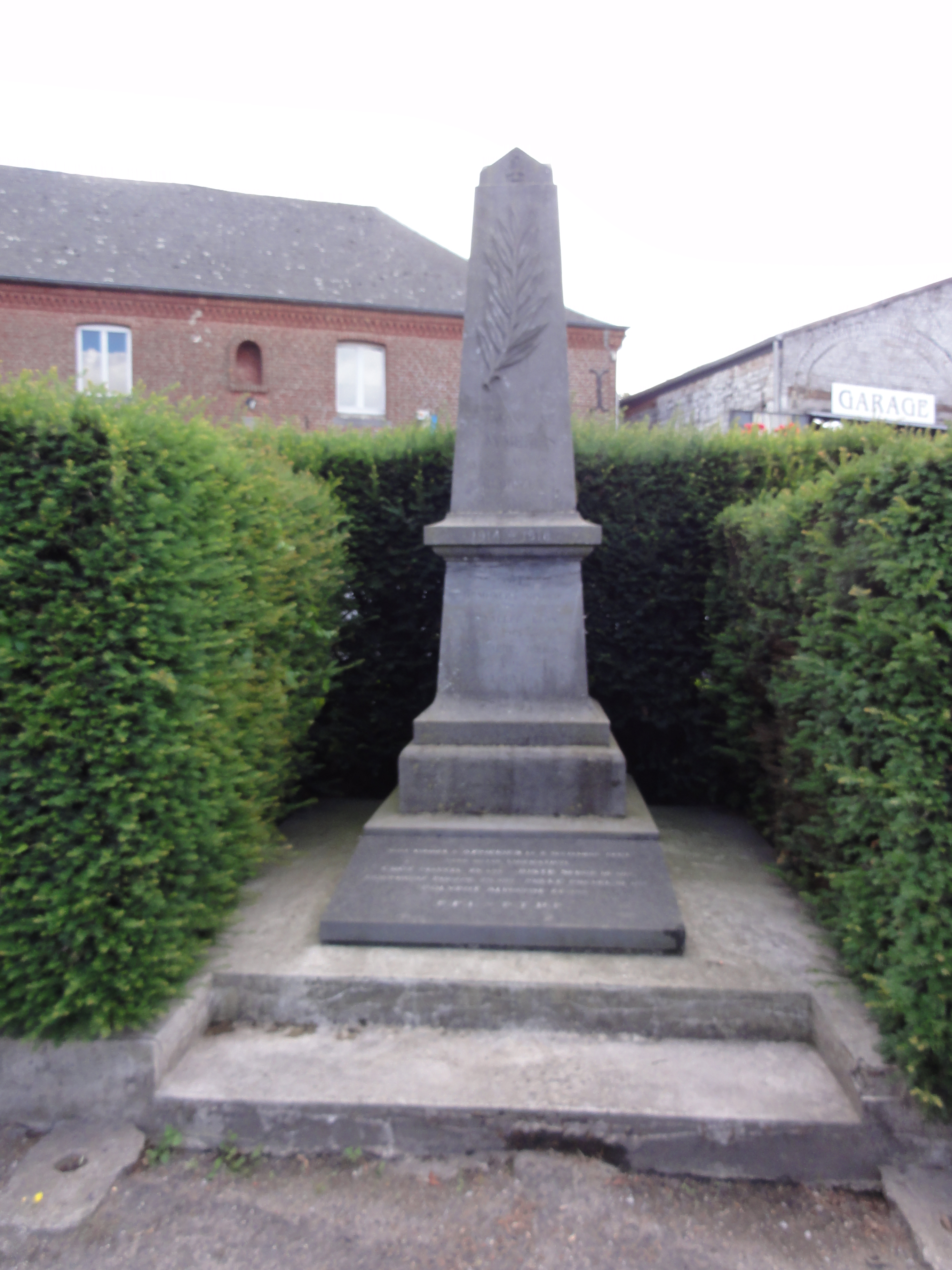
Le monument aux morts.

- Église Notre-Dame de l’Assomption
- Monument au morts